# Pimpinella haussknechtii
Pimpinella haussknechtii är en flockblommig växtart som beskrevs av Karl Heinz Rechinger och Harald Harold Udo von Riedl. Pimpinella haussknechtii ingår i släktet bockrötter, och familjen flockblommiga växter. Inga underarter finns listade i Catalogue of Life.